# 対地速度
対地速度（たいちそくど、Ground Speed ; GS）とは、地面に対する物体の速度である。
列車や自動車が走行するとき、速度計に表示されるのは地面の上を何km/hで進んでいるかという値である。この表示される値が対地速度である。列車の中で、人が走る場合には、人の走る速さに列車の走行速度を加えたものが人の対地速度となる。
対して航空機等が大気中を航行するとき、機体は地面から離れて進んでいるため、地面の上を何km/hで進んでいるかは非常に分かりづらい。大気中を飛ぶために常に大気の流れ、即ち風の影響を常に受ける宿命を航空機は背負っている。
飛行機の一般的な速度計は、空気に対する相対速度（対気速度、Air Speed）を表示する。真対気速度（True Airspeed ; TAS）100で飛行中の機体が向い風成分10を受けるとGSは90となり、逆に追い風成分10を受けるとGSは110となる。無風の時はGS＝TASとなる。
注意すべきなのは、飛行機にとってGSは、ペイロードの算出時の参考にする以外は空力性能上問題となるものではない。飛行機が空を飛ぶのに必要な速度は対気速度である。よって、非常に高い対気速度があれば、GSがさほどでなくても飛行機は宙に浮くことができる。
たとえばセスナ・スカイホークの場合、風速が滑走路と平行に50km/h(13.89m/s)程度あれば、GSゼロでの着陸（擬似垂直着陸）が理論的には可能とされる。
しかし、航法では対地速度は非常に重要な要素である。GSがわからなければ、出発地から到着地への所要時間もわからず、必要燃料の計算もできない。（航空機の操縦士技能証明を取得するための学科試験・実地試験には「航法」の課目がある。）
計画時のGSの計算方法としては、主にはTASに対して予報風の影響を考慮して算出する。風が真正面や真後ろから吹いていれば計算は簡単であるが、実際は様々な方向から吹いており幾何学的計算が必要である。そのため、初期の航法では航法計算盤を使って算出する。航法計算盤では単にGSを算出するのみならず、進路から風により流されないように機首方位を修正する角度の計算もできる。
そして実際の飛行中には、まず計画時に決めておいた機首方位で進路を飛んだ上で、距離がわかる地点間の所要時間からGSを計算し、現在の機首方位と進路のずれとTASから航法計算盤を使って実際の風を算出する。その実測風から次の地点への新しいGSや機首方位、所要時間等を計算することができる。
なお、最近ではドップラー・レーダー、慣性航法装置、航法衛星システム(NSS)なども併用することでより正確なGSが計測できるようになっている。